# サボテンミュージアム
サボテンミュージアムは、日本のミュージシャン奥田民生の12枚目のアルバム。2017年9月6日発売。発売元はラーメンカレーミュージックレコード（RCMR）。アナログ盤も同日に発売された。

## 概要
自主レーベルであるRCMRからの初のオリジナル・アルバム。

前2作のオリジナル・アルバムが奥田一人での多重録音形式で制作されたのに対し、本作は久しぶりに自身のバンドであるMTR&Y（奥田、小原礼、湊雅史、斎藤有太）によってレコーディングされた。この理由について、奥田は本バンドで定期的にツアーに出て手応えを感じており、このバンドによる「“いい感じ”の音を早く録っておいたほうがいい」という思いがあった事、また順番的にも今回はシンプルなバンドのアルバムがいいと考えていた事を述べている。また、アルバム発売と同時期に、本バンドでの約2年半ぶりのツアー「MTRY TOUR 2018」の告知が行われ、翌2018年4月から6月にかけて開催された。

本作の収録楽曲については、奥田曰くスタジオに入る直前に「ペペッと」書いたものが多いという。約38分余りという、これまでのオリジナル・アルバム（ミニアルバムを除く）では最短の収録時間となったが、アナログ盤でのリリースを前提にしていたため、結果的にこうなったとされている。また、奥田は、本作の満足度について、今までのアルバムの中で一番高いとも述べている。

2017年7月25日から9月5日にかけて、奥田のYouTube公式チャンネルにて、本作収録曲のMVが7週連続で公開された。公開されたのは「サケとブルース」「俺のギター 自慢ver.」「ミュージアム」「白から黒」「MTRY」「いどみたいぜ」「歩くサボテン」の7曲。いずれも奥田が自ら監修・制作している。また、アルバムとは異なるモノラル・ミックス音源となっている。

アルバムの特典として、RCMRのマスコットキャラクター「ヘロさん」がサボテン型の頭巾を被っているデザインのステッカーが付属。その下の「Wチャンス抽選シール」、及び「金のサボテン賞」「銀のサボテン賞」どちらかのシールをセットでハガキに貼ってRCMRまで送付するという形式の応募抽選キャンペーンが実施された。「金のサボテン賞」では奥田のサボテンヘッド・レプリカが10名に、「銀のサボテン賞」では奥田の直筆サイン入りアルバム告知ポスターが50名にそれぞれ贈られた。

## 収録曲
全作詞・曲：奥田民生
| #   | タイトル                                                                                    | 作詞 | 作曲・編曲 | 時間 |
| --- | ------------------------------------------------------------------------------------------- | ---- | ---------- | ---- |
| 1.  | 「MTRY」                                                                                    |      |            | 2:15 |
| 2.  | 「いどみたいぜ」                                                                            |      |            | 2:54 |
| 3.  | 「サケとブルース」                                                                          |      |            | 3:02 |
| 4.  | 「エンジン（先行シングル。ディズニー・ピクサー「カーズ/クロスロード」日本版エンドソング）」 |      |            | 4:34 |
| 5.  | 「ミュージアム」                                                                            |      |            | 2:35 |
| 6.  | 「俺のギター」                                                                              |      |            | 2:36 |
| 7.  | 「白から黒」                                                                                |      |            | 5:27 |
| 8.  | 「歩くサボテン」                                                                            |      |            | 3:54 |
| 9.  | 「ゼンブレンタルジャーニー」                                                                |      |            | 4:59 |
| 10. | 「明日はどっちかな」                                                                        |      |            | 3:11 |
| 11. | 「ヘイ上位」                                                                                |      |            | 2:45 |

## スタッフ・クレジット

### 参加ミュージシャン
- 奥田民生（MTR&Y）- ボーカル、ギター
- 小原礼（MTR&Y）- ベース、コーラス
- 湊雅史（MTR&Y）- ドラムス
- 斎藤有太（MTR&Y）- キーボード、コーラス

### スタッフ
- 宮島哲博（RCM STUDIO 3）- レコーディング・エンジニア、ミックス・エンジニア
- グレッグ・カルビ（Sterling Sound, NYC）- マスタリング・エンジニア
- 毛利嘉一郎（RCMR）- ディレクター
- 筋野利昭（Mew）- インストゥルメント・テク
- 向出啓二（SMA）- サポート・インストゥルメント・テク
- 若山誠治（SMA）- サポート・インストゥルメント・テク
- 澤口哲（Sawatec）- スタジオ・エンジニア
- ヒロ西澤 - スタジオ・マネージャー
- 安齋肇（堀図案室）- アート・ディレクション、デザイン
- 山口あかね（堀図案室）- アート・ディレクション、デザイン